# 科羅尼尼鄉

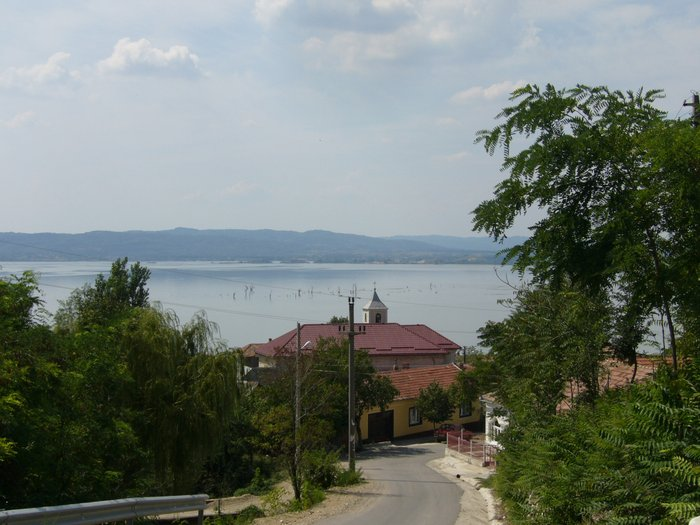

44°44′N 21°41′E / 44.733°N 21.683°E
科羅尼尼鄉（羅馬尼亞語：Comuna Coronini, Caraș-Severin），是羅馬尼亞的鄉份，位於該國西南部，由卡拉什-塞維林縣負責管轄，處於多瑙河畔，面積26平方公里，2007年人口1,922，人口密度每平方公里74人。